# シリストラ州

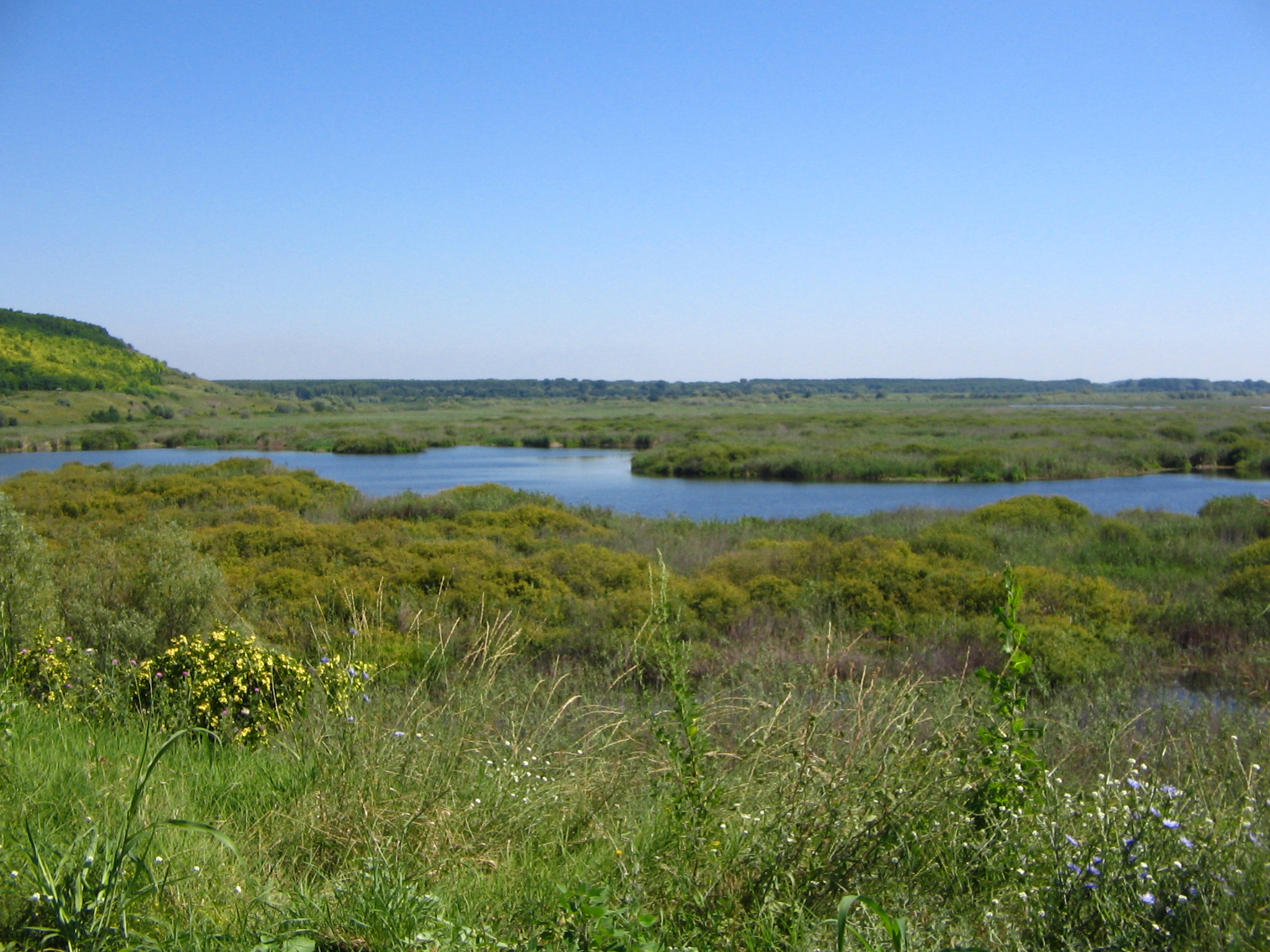
世界遺産・スレバルナ自然保護区

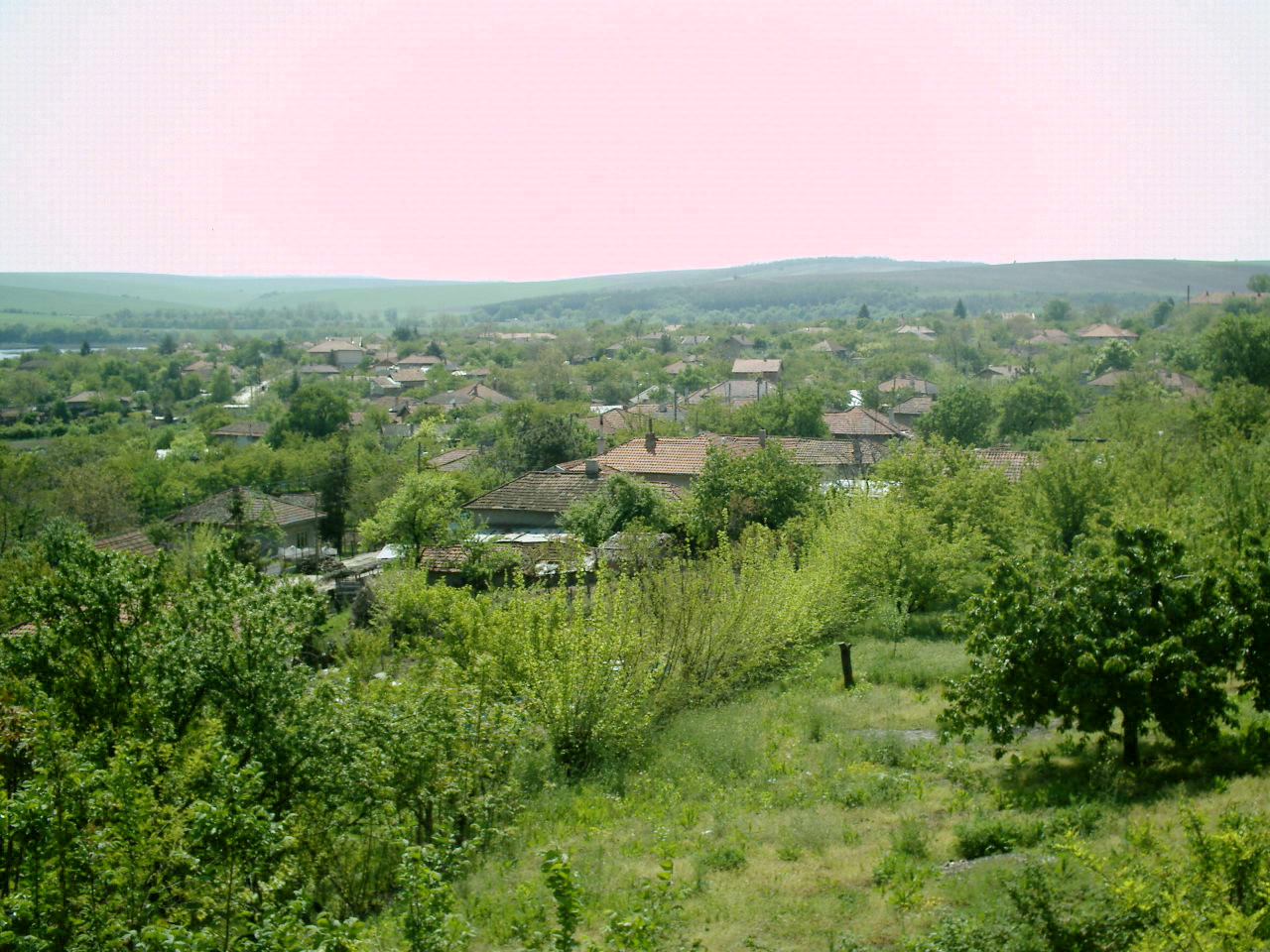
シリストラ郊外

シリストラ州（Silistra Province (ブルガリア語: Област Силистра、トルコ語: Silistre ili、ルーマニア語: Regiunea Silistra）は、ブルガリア北東部、南ドブルジャ地方に位置する州。州都はシリストラ。

## 基礎自治体
- アルファタル（Алфатар、Alfatar）
- ドゥロヴォ（Дулово、Dulovo）

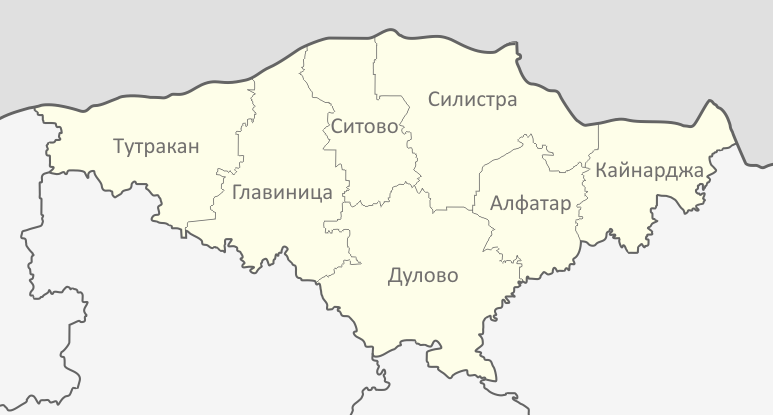
シリストラ州の基礎自治体

- グラヴィニツァ（Главиница、Glavinitsa）
- カイナルジャ（Кайнарджа、Kaynardzha）
- シトヴォ（Ситово、Sitovo）
- トゥトラカン（Тутракан、Tutrakan）
- シリストラ（Силистра、Silistra） - 州都。トルコ語名はシリストレ（Silistre）、旧称はドルスタル（ブルガリア語:Дръстър、ラテン文字転写Drastar）、ドゥルストル（ルーマニア語:Dârstor）など。

## 地理
ブルガリア北西部のドナウ川沿いにあり、南東にドブリチ州、南東にシュメン州、ラズグラト州、ルセ州、北はルーマニアとの国境であり、北西にはドナウ川をはさんで対岸に同国のカララシ県、北東はコンスタンツァ県と陸続きになっている。ドナウ川の河口に近いシリストラ州は平地が多く、また肥沃な土壌となっており、農業が盛んである。
州都のシリストラの近くには、世界遺産に登録されているスレバルナ自然保護区があり、ペリカンをはじめとする多くの渡り鳥たちの休息地となっている。

## 歴史
969年にはキエフ・ルーシに占領され、奪還を目指すビザンティン帝国の間でドロストロン包囲（en）とよばれる戦闘の現場となった。この戦い以降再びビザンティン帝国に復し、その後12世紀には第二次ブルガリア帝国の一部となったが、14世紀末にオスマン帝国によって併合された。
1913年、第二次バルカン戦争によってルーマニアに編入されたが、1940年のクラヨヴァ協定によってブルガリア領に復した。ルーマニア統治時代の名称はドゥロストル県（Judeţul Durostor）。

## 人口動態

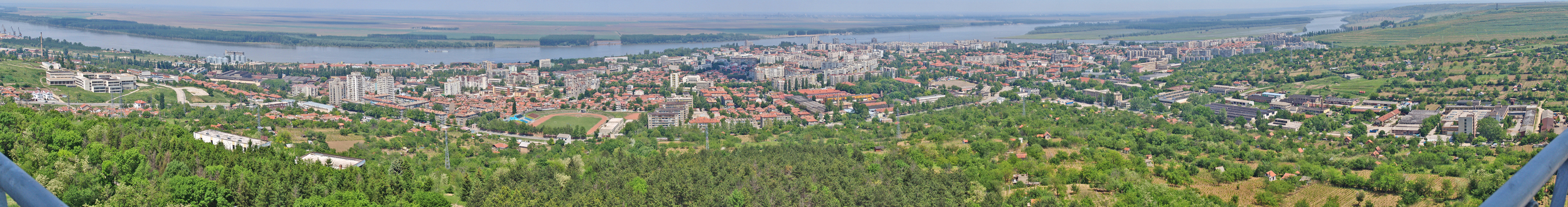
ドナウ川とシリストラ

シリストラ州はトルコ人人口の比率が高く、ブルガリア各州で4番目のトルコ人人口比率となっている。2001年の調査によると、自身をブルガリア人と規定する者は全体の59.3%、トルコ人は34.3%、ロマは4.6%となっている。